# AGR2
AGR2 (англ. Anterior gradient 2, protein disulphide isomerase family member) – білок, який кодується однойменним геном, розташованим у людей на короткому плечі 7-ї хромосоми. Довжина поліпептидного ланцюга білка становить 175 амінокислот, а молекулярна маса — 19 979.
| 10         |  | 20         |  | 30         |  | 40         |  | 50         |
| ---------- |  | ---------- |  | ---------- |  | ---------- |  | ---------- |
| MEKIPVSAFL |  | LLVALSYTLA |  | RDTTVKPGAK |  | KDTKDSRPKL |  | PQTLSRGWGD |
| QLIWTQTYEE |  | ALYKSKTSNK |  | PLMIIHHLDE |  | CPHSQALKKV |  | FAENKEIQKL |
| AEQFVLLNLV |  | YETTDKHLSP |  | DGQYVPRIMF |  | VDPSLTVRAD |  | ITGRYSNRLY |
| AYEPADTALL |  | LDNMKKALKL |  | LKTEL      |  |            |  |            |

A: Аланін

C: Цистеїн

D: Аспарагінова кислота

E: Глутамінова кислота

F: Фенілаланін

G: Гліцин

H: Гістидин

I: Ізолейцин

K: Лізин

L: Лейцин

M: Метіонін

N: Аспарагін

P: Пролін

Q: Глутамін

R: Аргінін

S: Серин

T: Треонін

V: Валін

W: Триптофан

Локалізований у ендоплазматичному ретикулумі.
Також секретований назовні.